# رایدر ماتوس
رایدر ماتوس (به پرتغالی: Ryder Matos Santos) هافبک اهل برزیل است که در شهر Seabra، باهیا و در تاریخ ۲۷ فوریهٔ ۱۹۹۳ به دنیا آمده‌است.
رایدر ماتوس در تیم‌های فوتبال Bahia سابقهٔ حضور دارد.